# Friedrich-Wilhelm-Lübke-Koog
Friedrich-Wilhelm-Lübke-Koog är en kommun i distriktet Nordfriesland i Schleswig-Holstein, Tyskland. Kommunområdet består uteslutande av koogen med samma namn.
Kommunen ingår i kommunalförbundet Amt Südtondern tillsammans med ytterligare 29 kommuner.

## Geografi

### Geografiskt läge
Friedrich-Wilhelm-Lübke-Koog ligger i den nordvästra delen av naturområdet Schleswig-Holstein Marschen und Nordseeinseln i regionen Wiedingharde nära gränsen mellan Danmark och Tyskland söder om Hindenburgdamm. Kommunen gränsar till Nordfrisiska Vadehavet i område Osterley.

### Grannkommuner
De enda grannkommunerna till Friedrich-Wilhelm-Lübke-Koog är Klanxbüll i norr (Hindenburgdamm ingår i motsvarande kommunområde med hela sin norra gräns) och öster, samt Emmelsbüll-Horsbüll i det södra kommunområdet som gränsar till öster.

### Geologi
De geologiska strukturerna nära ytan utgörs av ganska unga, horisontellt avsatta marina sediment i ett kalkkärr. Dessa ligger på havsnivå och är till stor del föremål för jordbruk. På grund av sitt låga läge skyddas det kommunala området av vallar mot den fluktuerande havsnivån under tidvattener samt högre vattennivåer i händelse av stormfloder. Den så kallade Landesschutzdeichs vallhöjd sträcker sig för närvarande upp till 8,30 meter över havet. Det ska aktivt vattenbyggas. En pumpstation som drivs av den lokalt ansvariga “Deich- und Hauptsielverband Südwesthörn-Bongsiel“ i den sydvästra delen av vallen tjänar detta syfte. Flera sammankopplade reservoarer finns på den inre sidan av den yttre vallinjen för att reglera de fluktuerande vattennivåerna över tid.

### Borgmästare
Vid det första representantmötet för mandatperioden 2018-2023 den 19 juni 2018 omvaldes Christian Nissen (WGL) till borgmästare. Han hade även haft detta ämbete under den föregående mandatperioden.

## Historia

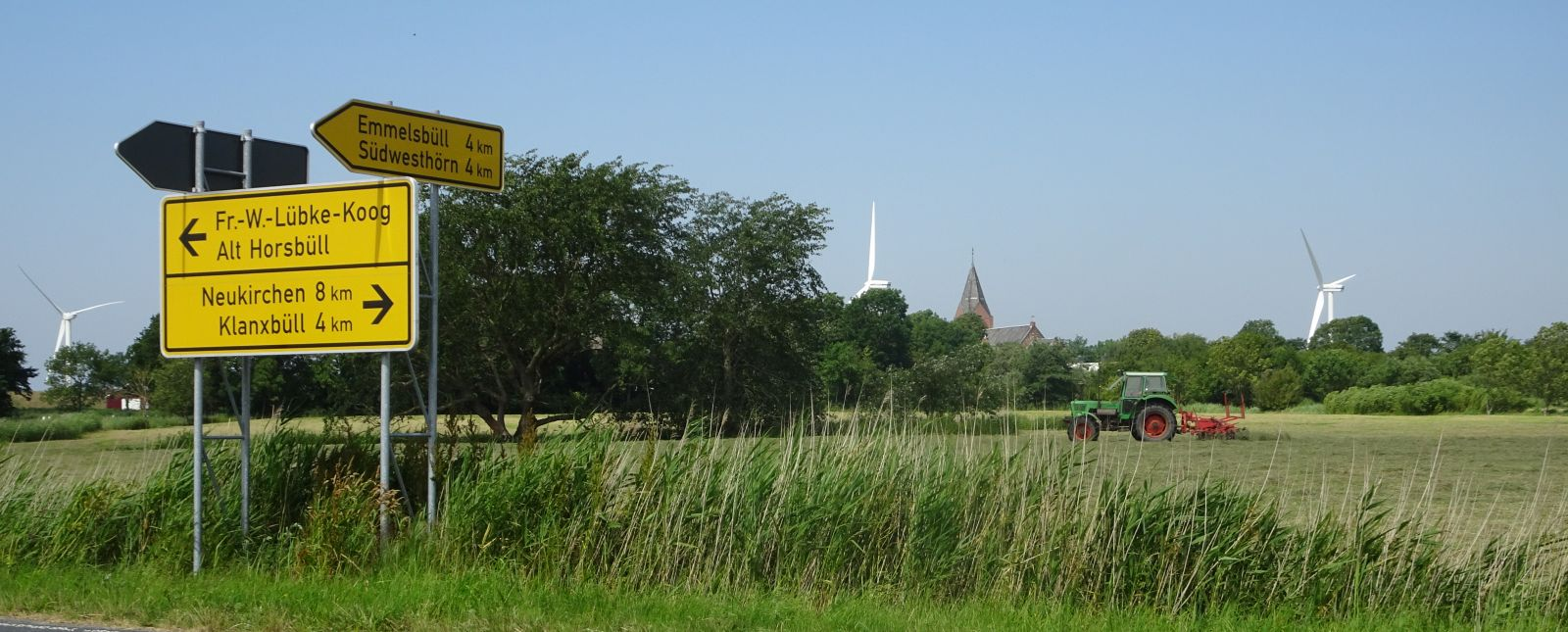
Korsning vid Friedrich-Wilhelm-Lübke-Koog, St Mary's Church of Horsbüll i bakgrunden

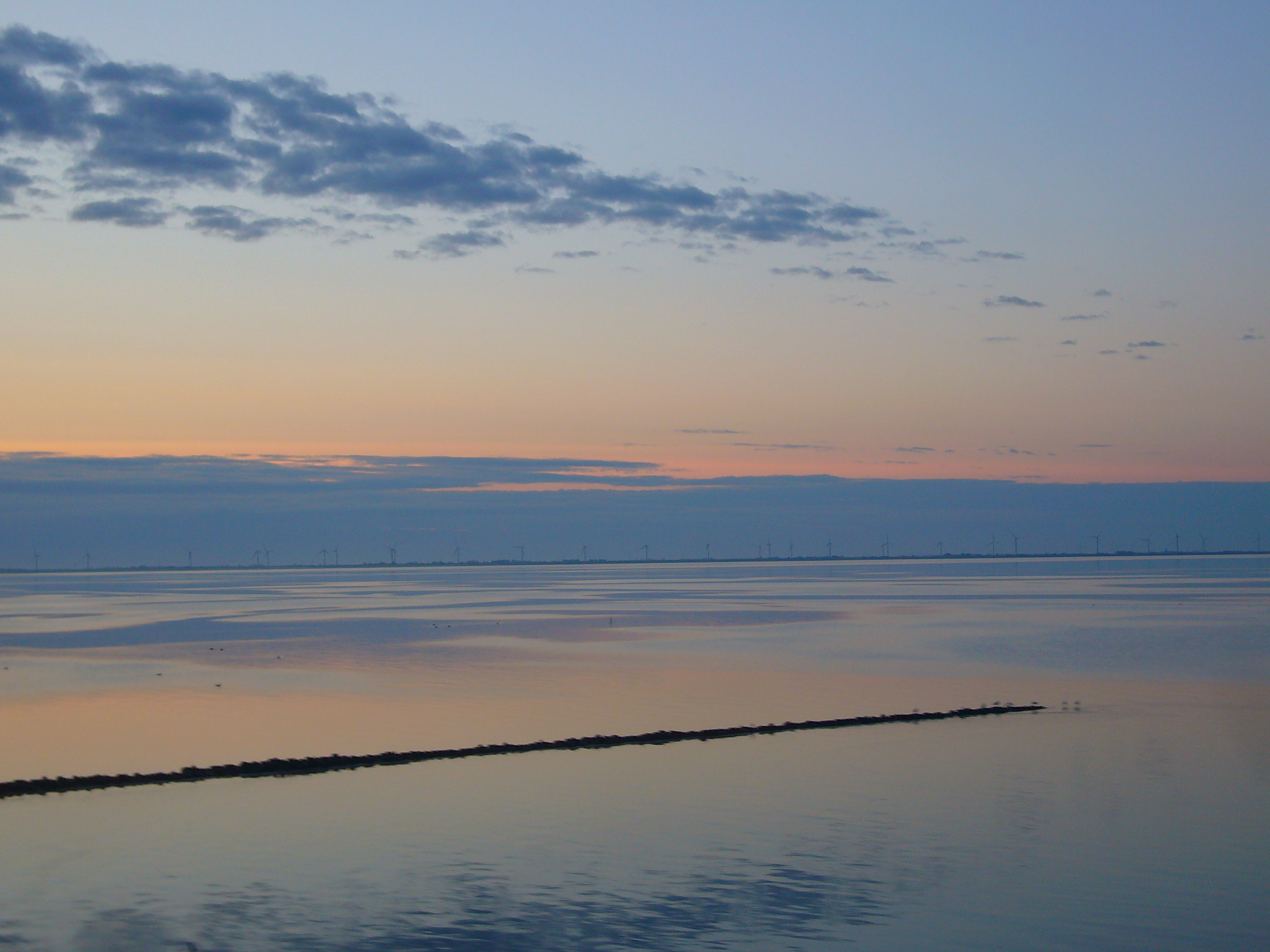
Friedrich-Wilhelm-Lübke-Koog, sedd från Hindenburgdamm

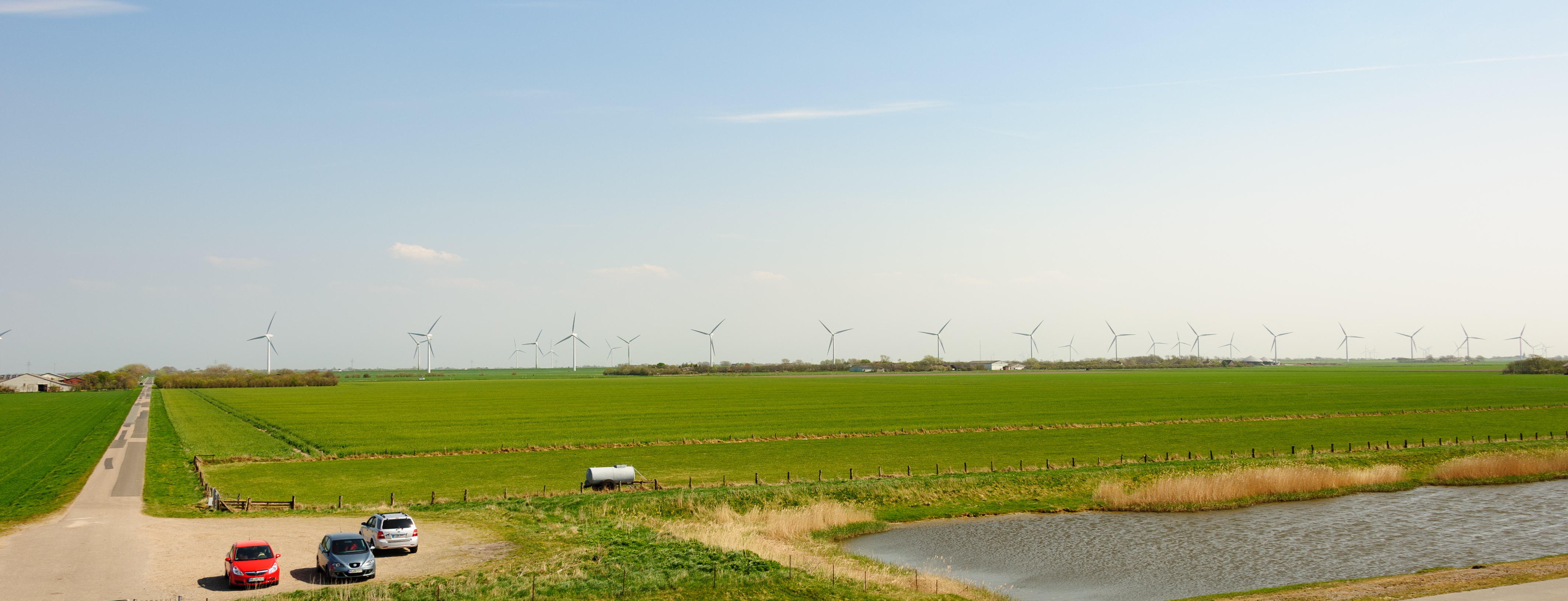
Friedrich-Wilhelm-Lübke-Koog Vindkraftspark

Friedrich-Wilhelm-Lübke-Koog var den sista koogen i Schleswig-Holstein som byggdes för landåtervinning. Senare kooger som Hauke-Haien-Koog eller Beltringharder Koog byggdes av kustskyddsskäl och är endast delvis eller inte alls befolkade.
Invallningen av koogen med en 8,5 kilometer lång yttre vall var det största vallbyggnadsprojektet under efterkrigstiden i Schleswig-Holstein. Eftersom många flyktingar och fördrivna personer bosatte sig i Schleswig-Holstein till följd av andra världskriget, skulle ny bosättningsmark skapas som en del av “Nordprogrammet“.
Nordprogrammet drevs fram av den dåvarande ministerpresidenten i Schleswig-Holstein Friedrich Wilhelm Lübke, som också gav det dess namn.
För första gången byggdes en vall i Vadehavet som egentligen var oförberett. Fram till dess hade man vanligtvis byggt vallar i områden som hade förberetts flera decennier tidigare och där land redan hade börjat bildas. Byggandet av vallen sysselsatte omkring tusen arbetare. Den 16/17 september 1954 förstörde en stormflod stora delar av fördämningsbron. Vattnet spolade bort stora mängder byggmaterial. Situationen började bli kritisk, eftersom vallen måste färdigställas före höst- och vinterstormarna för att undvika ännu större skador.
Efter att vallen stängts den 21 oktober 1954 återstod fortfarande avvattning och utveckling av infrastrukturen innan de första familjerna kunde bosätta sig 1958/1959. Den ursprungliga bosättningen bestod av 41 standardiserade gårdar, en skola och ett värdshus med livsmedelsbutik. Lokala bönder och fördrivna personer från (Tyska rikets) östra territorierna bosatte sig i lika stora delar.
Skolan och förskolan finns inte längre kvar, men några gårdar drivs fortfarande av familjerna till de första bosättarna, nu i tredje generationen. Vindkraft är en viktig näringsgren.

## Ekonomi
Dagens bild av Koog präglas av de många vindkraftverken. Kommunen var nummer ett i “Solarbundesliga“ mellan 2009 och 2011.
Sedan hösten 2018 finns en modellregion för vind och värme i Friedrich-Wilhelm-Lübke-Koog. Den lanserades av ARGE Netz, vindkraftsparken Lübke-Koog Infrastructure Community, kommunen Friedrich-Wilhelm-Lübke-Koog och institutet för värme- och oljeteknik (IWO). Den syftar till att visa hur hybridvärmesystem med kondenserande oljepannor och el från förnybar energi kan användas för att realisera sektorkoppling på plats intelligent och till jämförelsevis låg kostnad.